# Arma sònica

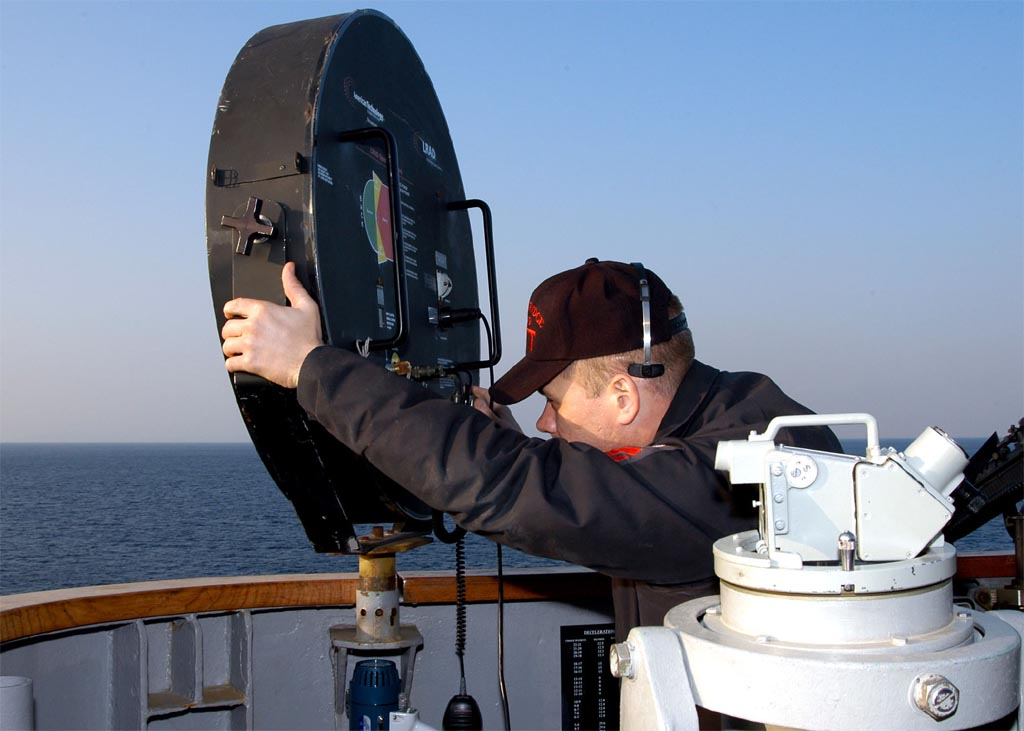
Un LRAD en ús al USS Blue Ridge (LCC-19)

Una arma sònica és un aparell que produeix ones sonores utilitzat com a arma, afectant als timpans i causant dolor i desorientacció. Durant la Guerra de Vietnam els científics militars dels Estats Units d'Amèrica descobriren que sorolls d'alts decibelis causava que la gent es tornara sorda.
Els primers experiments per utilitzar el so com a arma foren realitzats el 1957 pel doctor Vladimir Gavreau. Utilitzà els infrasons.
S'ha utilitzat per a repel·lir uns pirates a la costa de Somàlia una arma anomenada LRAD (Long Range Acoustic Device), fabricada per American Technology Corporation després de dissenyar-la el 2000. També s'utilitzà contra manifestants durant la reunió del G20 a Pittsburgh i pel departament de policia de Nova York
EL funcionament del LRAD consisteix en transductors piezoelèctrics situats dintre i a la part exterior que concentren i dirigeixen energia acústica al doblar-se i vibrar. Aquestes ones no es troben entre elles per a anul·lar les ones que estiguen a les vores de l'àrea d'actuació o faç; les ones aquestes són més fines permetent que hi hagi una mínima dispersió; los ones interactuen amb l'aire fent que amplifique el to. Els sons es reprodueixen a un reproductor de MP3 incorporat.